# Йосип Собран
Йосип Собран (англ. Joseph Sobran) (народився 23 лютого 1946, Іпсіланті, Мічиган, США, помер 30 вересня 2010) — американський журналіст, письменник.

## Біографія
Навчався в Мічиганському університеті.
Друкується у провідних американських періодичних виданнях. Коментатор CBS — Радіо «Spectrum».
Досліджував життя та творчість В. Шекспіра.
Автор книги «Прямі запитання» (1983).
Помер 30 вересня 2010 у віці 64 років.